# Pürevdorjiin Serdamba
Pürevdorjiin Serdamba (mong. Пүрэвдоржийн Сэрдамба) est un boxeur mongol né le 18 avril 1985.

## Carrière
Sa carrière amateur est notamment marquée par une médaille d'argent aux Jeux olympiques de Pékin en 2008 dans la catégorie mi-mouches, par un titre de champion du monde à Milan en 2009 ainsi que par une médaille d'or aux championnats d'Asie en 2007 à Oulan-Bator.

## Palmarès

### Jeux olympiques
- Qualifié pour les Jeux de 2012 à Londres, Angleterre
- Médaille d'argent en -48 kg en 2008 à Pékin, Chine

### Championnats du monde de boxe
- Médaille de bronze en -49 kg en 2011 à Bakou, Azerbaïdjan
- Médaille d'or en -48 kg en 2009 à Milan, Italie

### Championnats d'Asie de boxe
- Médaille d'or en -48 kg en 2007 à Oulan-Bator, Mongolie